# John Pascoe Fawkner

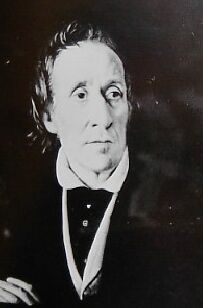
John Pascoe Fawkner

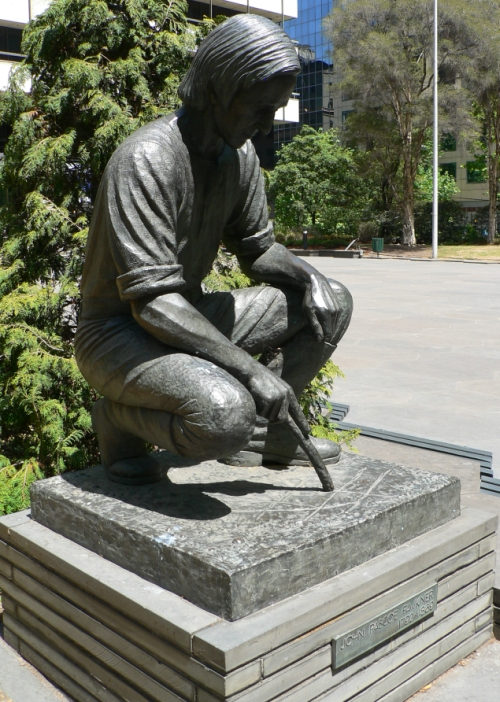
Statue von Fawkner in Melbourne von Michael Meszaros

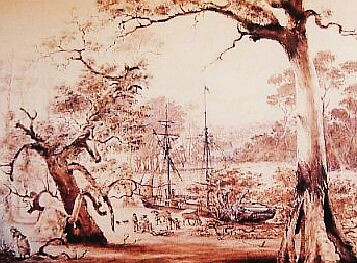
Die Enterprize beim heutigen Melbourne

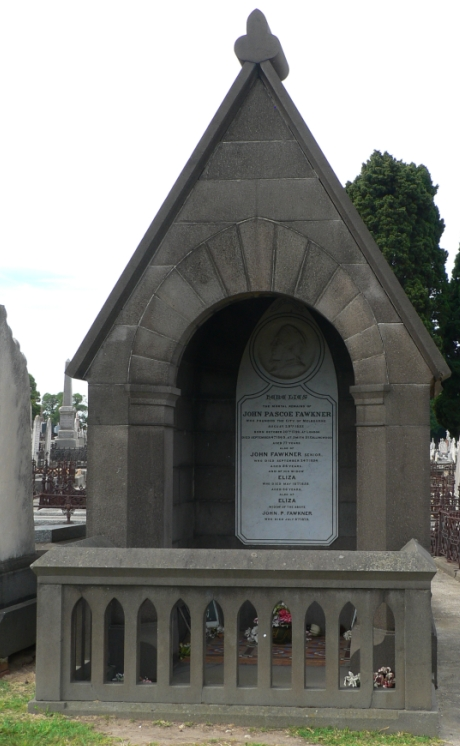
John Fawkners Grab am Melbourner Zentralfriedhof

John Pascoe Fawkner (* 20. Oktober 1792 bei Cripplegate, London; † 4. September 1869 in Melbourne) war ein englischer Besiedlungspionier, Unternehmer und Politiker. 1835 finanzierte er eine Gruppe von Siedlern aus Vandiemensland (heutiges Tasmanien), um mit ihr auf seinem Schoner Enterprize zum australischen Festland zu segeln. Die Gruppe segelte über Port Phillip den Yarra River hinauf, um eine Siedlung, das heutige Melbourne, zu gründen.

## Frühe Jahre
John Pascoe Fawkner war Sohn des Metallraffiniers John Fawkner und dessen Frau Hannah (geborene Pascoe). 1803 begleitete er im Alter von 11 Jahren seinen Vater, der wegen Hehlerei zu 14 Jahren Haft verurteilt wurde, in die Deportation. Die zwei Schiffe sollten eine neue britische Kolonie in der Bass-Straße gründen. Die Strafgefangenen landeten in der Sullivan Bay, nahe der heutigen Stadt Sorrento, einer Vorstadt von Melbourne. Einige Monate musste die Kolonie um das nackte Überleben kämpfen. Es gab rund 27 Fluchtversuche, eingeschlossen derer von William Buckley. 1804 überzeugte akuter Wasser- und Holzmangel Vizegouverneur David Collins schließlich, die Kolonie aufzugeben. 1804 verließen zivile Siedler und Sträflinge die Kolonie in die neue Stadt Hobart in Vandiemensland.
In Hobart half Fawkner seinem Vater, welcher mittlerweile auf Bewährung begnadigt worden war, in seiner Bäckerei, Brauerei und Holzfabrik. Bald darauf geriet er selbst in Konflikt mit dem Gesetz. Ein auf den 19. Oktober 1814 datierter Brief des Gouverneurs von Tasmanien Thomas Davey an Leutnant Jeffreys instruiert diesen, einen John Fawkner an Bord zu nehmen, „eine der Personen, die sich kürzlich von der Kolonie absetzten, nachdem sie einige der schrecklichsten Räubereien und Plünderungen ausgeführt haben und der zu fünf Jahren Deportation verurteilt wurde; er wird nach Sydney verfrachtet, um für die Dauer seiner Strafe an den Coal River geschickt zu werden, und auch um die Kette einer sehr gefährlichen Verbindung zu brechen, die in seiner Siedlung aufgebaut hat“. Das gibt die tatsächlichen Ereignisse jedoch etwas irreführend wieder. Fawkner's eigene Version der Ereignisse, die wahr zu sein scheint, spricht davon dass eine zur Flucht entschlossene Gruppe Sträflinge seine Unterstützung suchte und er ihnen in einem Augenblick törichter Sympathie half.
Im Dezember 1819 traf John Fawkner auf die ebenfalls deportierte Eliza Cobb, mit der er nach Launceston zog. Mit Genehmigung des Gouverneurs George Arthur heirateten die beiden am 5. Dezember 1822. Gemeinsam betrieben sie 1829 eine Bäckerei, ein Holzgeschäft, eine Buchhandlung, die Zeitung The Launceston Advertiser sowie einen Kindergarten und einen Obstgarten. Kurz nachdem Eliza Cobb eine Begnadigung erhalten hatte, bekam Fawkner eine Lizenz das Cornwall Hotel zu führen.

## Besiedlung von Melbourne
Im April 1835 erwarb Fawker den Schoner Enterprize, um nach einem geeigneten Ort der Ansiedelung im Gebiet von Port Phillip zu suchen. John Batman führte im Mai 1835 eine Aufklärungsgruppe an Bord der Sloop Rebecca nach Port Phillip. Er erforschte ein großes Gebiet im heutigen Bereich um die nördlichen Vororte von Melbourne bis nördlich zum heutigen Keilor und bewertete es als ideales Land für die Schafzucht. Danach kehrte er nach Launceston zurück.
Als die Enterprize im August 1835 für die Reise bereit war, hinderten Gläubiger Fawkner im letzten Moment daran, sein Schiff zu betreten und sich den Siedlern anzuschließen. Bei der Abreise von George Town befanden sich unter Kapitän Peter Hunter an Bord der Enterprize: Kapitän John Lancey (Fawkners Vertreter), Bauarbeiter George Evans, die Zimmerleute William Jackson und Robert Marr, Evan Evans, Diener von George Evans sowie die Diener von Fawkner, der Ackermann Charles Wyse, der Diener Thomas Morgan sowie der Schmied James Gilbert und seine schwangere Frau Mary.
Am 15. August 1835 fuhr die Enterprize in den Yarra River ein. Nachdem sie flussaufwärts verholt worden war, vertäute man das Schiff am Fuße der heutigen William Street. Am 30. August 1835 schifften sich die Siedler aus, um ihr Lager aufzubauen und Land für den Gemüseanbau zu roden. Die Fawkners kamen mit der zweiten Fahrt der Enterprize am 16. Oktober an. John Fawkner schrieb dazu in sein Tagebuch: „Bis zum Hafenbecken gewarpt, Landung mit zwei Kühen, zwei Kälbern und zwei Pferden.“

## Geschäftsmann und Politiker in Melbourne
Fawker war bemüht, sich seinen Platz in der Geschichte zu sichern. Er eröffnete das erste Hotel in Melbourne an der Ecke Williams Street/Flinders Lane. Er veröffentlichte ab dem 1. Januar 1838 den Melbourne Advertiser, die erste Zeitung des Distrikts. Die ersten neun oder zehn wöchentlichen Ausgaben wurden noch mit Tinte handschriftlich verfasst. Aus Launceston erwarb man eine alte Holzpresse und einige Letter. Die erste gedruckte Ausgabe erschien am 5. März 1838.
Weitere 17 Ausgaben folgten, bis die Zeitung am 23. April 1838 aufgrund einer mangelnden Lizenz aus Sydney eingestellt wurde. Am 6. Februar 1839 wurde der Melbourne Advertiser sowie der Port Phillip Patriot von dem frischgebackenen Lizenzinhaber John Pascoe Fawkner wieder veröffentlicht. Ab dem 15. Mai 1845 erschien die Zeitung täglich. Die Druckpresse existiert heute noch und ist im Naturwissenschaftlichen Museum in Melbourne ausgestellt.
1839 erwarb Fawker erwarb eines von elf der bei der Aufteilung des Distrikts Coburg durch den Vermesser der Regierung Robert Hoodle entstandenen Gebiete. Das Anwesen wurde Pascoeville genannt und durch den Moonee Ponds Creek, der Gaffney Street, die Northumberland Road und die westliche Verlängerung der Boundary Road begrenzt. John Fawkner lebte zwischen 1840 und 1855 auf seiner Farm und in seinem Haus in der Stadt Collingwood (einem heutigen Vorort von Melbourne).
1851 wurde er in den ersten Legislative Council der Port Phillip District gewählt. 1856 wurde er in das erste Parlament der selbstverwaltenden Kolonie Victoria  als Abgeordneter für die Zentralprovinz gewählt.
In Melbourne, wie in Launceston, machte er sich viele Feinde, bevor er im Alter von 77 Jahren als der große alte Mann der Kolonie am 4. September 1869 in der Smith Street in Collingwood starb. Bei seiner Beerdigung am 8. September 1869 waren laut Berichten rund 200 Wagen und 15.000 Menschen anwesend.
Viele Orte wurden zu seinen Ehren nach ihm benannt, wie etwa die heutigen australischen Vororte Fawkner, Pascoe Vale in Victoria und der Fawkner Park.